# Andreas Kowatsch
Andreas Kowatsch (* 1978 in Klagenfurt) ist ein österreichischer römisch-katholischer Priester, Jurist, Kanonist und Theologe.

## Leben
Er studierte von 1996 bis 2000 Rechtswissenschaften an der Universität Wien und Paris 2 Panthéon-Assas. 2002 promovierte er in Wien im Europarecht zum Dr. iur. mit einer Studie über den Säumnisschutz in den Europäischen Gemeinschaften. Von 1996 bis 2004 studierte er katholische Theologie an der Universität Wien. Er absolvierte von 2006 bis 2008 die Gerichtspraxis im Oberlandesgerichtssprengel Wien. Andreas Kowatsch wurde 2009 in Graz zum katholischen Priester geweiht und war von 2009 bis 2013 Seelsorger in Graz. 2012 schloss er den Masterstudiengang „Kanonisches Recht für Juristen“ in Wien als LL.M. ab. Nach der Promotion 2015 zum Dr. theol. in Wien mit einer Studie über das Verhältnis von Religionsfreiheit und Kirchenfreiheit vertrat er 2015 den kirchenrechtlichen Lehrstuhl an der Universität Regensburg. Von 2013 bis 2016 studierte er kanonisches Recht an der LMU München. Nach der Promotion zum Lic. iur. can. 2016–2019 habilitierte er an der LMU München in den Fächern Kirchenrecht, kirchliche Rechtsgeschichte und Staatskirchenrecht. Die Habilitationsschrift fragt nach personalen Gliederungskriterien in der Kirchenverfassung. Kowatsch ist promotor iustitiae der Diözese Graz-Seckau und fallweise bestellter Richter am Diözesangericht Graz. 2019 nahm er den Ruf als Universitätsprofessor an die Universität Wien an und ist seitdem Vorstand des Instituts für Kirchenrecht und Religionsrecht.
Seine Forschungsschwerpunkte sind österreichisches Religionsrecht, „Europäisierung“ des Religionsrechts, kirchliches Verfassungsrecht und kirchliches Personenstandsrecht.

## Schriften (Auswahl)
- Freiheit in Gemeinschaft – Freiheit der Gemeinschaft. Das geltende Kirchenrecht und die alte Lehre von der „libertas Ecclesiae“. Zugleich ein kanonistischer Beitrag zur Einordnung der Institutionalität der Kirche in die Communio-Ekklesiologie. Berlin 2015, ISBN 978-3-643-13056-3.
- Willibald M. Plöchl und das „Österreichische Archiv für Kirchenrecht“. Beobachtungen zur Reform des kanonischen Rechts. Sankt Ottilien 2016, ISBN 3-8306-7810-X.
- Personale teilkirchliche Gemeinschaften. „Ecclesia particularis“ als Rechtsbegriff und seine Bedeutung für die Anwendung personaler Kriterien in der Umschreibung von Teilkirchen. Sankt Ottilien 2019, ISBN 3-8306-7950-5.